# Операция Елдорадо каньон
Операция „Елдорадо каньон“ (на английски: Operation El Dorado Canyon) е кодовото име на военна операция на САЩ против Либия, проведена през април 1986 г., повод за която са обвиненията на САЩ към Либия в подкрепа на международния тероризъм.

## Предпоставки
След поредица от терористични актове, през януари-март 1986 г. ВМС на САЩ (USN) провеждат демонстративни маневри в залива Сидра, при които се стига до въоръжен сблъсък между САЩ и Либия. След този сблъсък на 2 април 1986 г. на борда на самолет на американската авиокомпания TWA над Гърция избухва бомба, която убива четирима американски граждани, а на 5 април е извършен бомбен атентат в дискотеката Ла Бел в Западен Берлин, при който загиват двама американски военнослужещи и турска сервитьорка, ранени са 229 души. САЩ обявяват, че и двете терористични акции са организирани от либийското разузнаване, а взривът в дискотеката става непосредствения повод за военната операция.

## Планиране и подготовка
Възможността за въздушен удар срещу Либия е разглеждана още през октомври 1985 г., когато е проведено учение, при което е симулирана атака на либийско летище от самолети F-111Е от базата Апър Хейфорд в Англия (имитационната цел се намира на полуостров Нюфаундленд, Канада). Обмисляна е дори възможността за привличането за подобна атака на свръхсекретните все още F-117, но впоследствие тази идея е изоставена.
Веднага след бомбения атентат в Западен Берлин започва подготовка на реална операция, условно наречена „Елдорадо каньон“, предвиждаща нанасянето на въздушен удар по либийски обекти със силите на USAF и USN. За по-голяма сигурност е решено атаката да се състои само от една ударна вълна. Преценено е, че най-подходящите за извършването на подобна операция самолети на USAF са тактическите изтребители F-111F, базирани в Англия. За непосредствено участие в удара са привлечени 18 F-111F от 48 TFW от база Лейкънхийт и 4 самолета за РЕБ EF-111 от база Апър Хейфорд. Като резервни машини в операцията участват 6 F-111F и 2 EF-111.
Тъй като Италия, Испания и Гърция отказват да предоставят свои бази за изпълнението на операцията, а Испания и Франция – да предоставят въздушното си пространство за прелитането на бойните самолети, се налага те да заобиколят Пиренейския полуостров от юг, да завият над Гибралтарския проток и да продължат на изток-югоизток над Средиземно море към целите си.
За осъществяването на този полет са привлечени голямо количество самолети-танкери от типовете KC-135 и KC-10А, като предварително е обявено, че те ще вземат участие в мащабни учения на НАТО. Същевременно разузнавателни самолети RC-135V/W от бази в Англия и Крит изпълняват разузнавателни полети край либийското крайбрежие; разузнавателни полети от бази в Испания са изпълнени и от флотските EP-3A и EA-3B, които извършват основно радиоелектронно разузнаване. Поне един полет над Либия е извършен и от стратегически разузнавателен самолет SR-71.
Предвижда се въздушното прикритие на самолетите на USAF да бъде осъществено от флотски изтребители F-14 от самолетоносачите Корал Сий и Америка, намиращи се край либийските брегове. На ударните самолети на флота A-7E и F/A-18 е възложена задачата по подавянето на средствата за ПВО на Либия, а A-6E трябва да нанесат удари по земни цели. Подсигуряването на флотските машини е поверено на самолетите за ДРЛО E-2C и летящите танкери KA-6D.
Избрани са пет цели за нанасяне на удар. Три от тях са в района на Триполи – казармите Баб ал-Азизия, базата за подготовка на бойни плувци Мурат Сиди Билал и военния сектор на летище Триполи – те трябва да бъдат атакувани от F-111F на USAF. Другите две цели са в района на Бенгази – казармите ал-Джамахирия и летището Бенина – те са цел за А-6Е на USN.

## Провеждане на операцията
Операцията започва на 14 април 1986 г. в 17:45 h, когато от базата Милдънхол стартират първите шест летящи танкера КС-135, последвани от други. Ударните F-111 излитат в периода 18:10 – 18:36 h и поемат по предначертания курс. В 22:30 h започват да излитат и палубните самолети от самолетоносачите.
Бойните действия започват в 23:45 h, когато ударните А-7Е на USN, след приближаването си към района на Бенгази ниско над морската повърхност, се издигат на височина над 100 m, за да провокират включването на радарите на либийската ПВО. Веднага след като либийските радари са засечени, по тях са изстреляни няколко антирадарни ракети от А-7Е, последвани от ракетите на следващите ги F/A-18. По този начин е отворен пътя на щурмовите самолети А-6Е, които атакуват целите си около 00:01 h.
Почти едновременно с атаката на целите край Бенгази, самолетите EF-111 започват да „забиват“ РЛС около Триполи, а ударните F-111F прелитат на височина 60 m и скорост 600 km/h морския бряг над либийска територия в 00:01 h и, разделени на три групи от по 6 самолета, се насочват към целите си. Първо са ударени казармите ал-Азизия. Атаката е напълно неочаквана, но либийската ПВО бързо се съвзема и открива бесен огън (продължил 2 h след края на удара). Трите групи общо взето поразяват целите си (има два отказа на въоръжението), но четвъртия самолет от групата, атакуваща ал-Азизия, посрещнат от силния огън на зенитната артилерия, не улучва и бомбите му нанасят щети на цивилни сгради, сред които посолствата на Австрия, Франция, Иран и Швейцария.
След бомбардировката, самолетите се насочват към Средиземно море, където при прелитането на бреговата ивица един F-111 от първата група се взривява във въздуха, вероятно поразен от средствата за ПВО. По обратния път друг F-111 каца принудително в Испания, поради проблеми с двигателя, възможно е също да е засегнат от противовъздушния огън. Останалите самолети благополучно кацат в базите си в Англия в периода 5:45 – 6:30 h местно време.
Авиацията на USN не понася никакви загуби – последните F/А-18 кацат на палубата на самолетоносача Америка в 0:53 h, а ударните А-6Е се завръщат около 01:00 h.
| Цел                             | Цел                             | Планирано   | Планирано                        | Постигнато                                                | Постигнато                                          | Постигнато                                          |
| Цел                             | Цел                             | Самолети    | Боен товар                       | Самолети                                                  | Попадения                                           | Пропуски                                            |
| ------------------------------- | ------------------------------- | ----------- | -------------------------------- | --------------------------------------------------------- | --------------------------------------------------- | --------------------------------------------------- |
| Казарми Баб ал-Азизия           | Казарми Баб ал-Азизия           | 9× F-111F   | 36× GBU-10 (910 kg)              | 3× пуска 1× пропуск 2× отказа 1× свален самолет           | 13                                                  | 3                                                   |
| База Мурад Сиди Билал           | База Мурад Сиди Билал           | 3× F-111F   | 12× GBU-10                       | успешни пускове от всички                                 | 12                                                  | -                                                   |
| Летище Триполи                  | Летище Триполи                  | 6× F-111F   | 72× Mk 82 (227 kg)               | 5× пуска 1× отказ                                         | 60                                                  | -                                                   |
| Казарми ал-Джамахирия (Бенгази) | Казарми ал-Джамахирия (Бенгази) | 7× A-6E     | 84× Mk 82                        | 6× пуска 1× отказ                                         | 70                                                  | 2                                                   |
| Летище Бенина                   | Летище Бенина                   | 8× A-6E     | 72× Mk 20 24× Mk 82              | 6× пуска 2× отказа                                        | 60× Mk 20 12× Mk 82                                 | -                                                   |
| Средства за ПВО                 | Бенгази                         | 6× A-7E     | 8× AGM-45 Shrike 16× AGM-88 HARM | успешни пускове на всички ракети                          | 8× Shrike 16× HARM                                  | 8× Shrike 16× HARM                                  |
| Средства за ПВО                 | Бенгази                         | 6× F/A-18   | 4× Shrike 20× HARM               | успешни пускове на всички ракети                          | 4× Shrike 20× HARM                                  | 4× Shrike 20× HARM                                  |
| Totals                          | Totals                          | 45 самолета | 300 бомби 48 ракети              | 35 пуска 1 пропуск 1 свален самолет 6 отказа на системите | 227 попадения 5 пропуска 48 самонасочващи се ракети | 227 попадения 5 пропуска 48 самонасочващи се ракети |

## Резултати от операцията
САЩ заявяват, че като цяло целите на операцията са постигнати. Те губят един самолет, чийто екипаж от двама души загива.
Освен загубите в техника, либийските жертви се оценяват на около 60 убити военни и цивилни. Либийският лидер Муамар Кадафи не пострадва при атаката – въпреки че смъртта му не е сред официално обявените цели, няколко бомби падат върху резиденцията му. Според бившия италиански министър-председател Джулио Андреоти и Абдел Рахман Шалкам (външен министър на Либия в периода 2000 – 2009 г.), той е предупреден от тогавашния министър-председател на Италия Бетино Кракси за предстоящата атака и успява да се укрие. Същевременно либийските медии съобщават, че при бомбардировките е загинала „доведената дъщеря“ на Кадафи, въпреки че дотогава не е известно за съществуването на такава. Съобщено е, че се нарича Хана, а според различните медии възрастта ѝ варира от 12 месеца до 6 години. Въпреки това пропагандната кампания на режима е успешна и дори западната преса отбелязва тези твърдения като факти.

## Последствия
Реакцията на Либия
На следващия ден след ударите (16 април) Либия изстрелва няколко ракети Скъд по база на американската брегова охрана на италианския остров Лампедуза, които прелитат над целта си и падат в морето.
Муамар Кадафи заявява, че е спечелена „грандиозна военна победа над САЩ“, а случаят е използван за да се преименува официално държавата във „Велика социалистическа народна Либийска арабска джамахирия“. Либийската страна обвинява САЩ в арогантност, главозамайване от мощта си и стремеж към световна доминация.
Реакцията на международната общественост
На 20 ноември 1986 г. Общото събрание на ООН приема резолюция 41/38, която осъжда въздушния удар срещу Либия, обявявайки го за нарушение на Устава на ООН и на международното право. Атаката е остро осъдена и от Движението на необвързаните страни, Лигата на арабските държави и държавите от социалистическия лагер. Съветският съюз реагира много предпазливо, въпреки че се присъединява към обвиненията в агресия, – по това време напрежението в международната обстановка достига критично високи нива, което не е в руски интерес и затова СССР практически се ограничава само с отмяната на заплануваното посещение в САЩ на външния министър Едуард Шеварднадзе.